# Dumnîțea, Busk
Dumnîțea (în ucraineană Думниця) este un sat în comuna Kizliv din raionul Busk, regiunea Liov, Ucraina.

## Demografie
Componența lingvistică a localității Dumnîțea
     Ucraineană (100%)
Conform recensământului din 2001, toată populația localității Dumnîțea era vorbitoare de ucraineană (100%).